# Шамиль (танковая колонна)
Танковая колонна «Шамиль» — временное формирование (танковая колонна), действовавшая в составе частей РККА в годы Великой Отечественной войны.

## История
Средства на создание танковой колонны «Шамиль» были собраны жителями Дагестанской АССР в 1942 году. Колонна получила своё наименование в честь национального героя Дагестана имама Шамиля. Деньги на строительство этой колонны активно собирали и мусульманские религиозные деятели — например, муфтий Г. З. Расулев перечислил 50 тыс. руб. Всего было собрано 10 млн рублей. В январе 1943 года И. В. Сталин через газету «Дагестанская правда» поблагодарил жителей Дагестана за эту инициативу.
С конца 1943 года (по другим данным — с начала 1944 года) танковая колонна «Шамиль» действовала в составе 1-й гвардейской танковой армии ВС СССР. На одном из танков этой колонны воевал Герой Советского Союза Ю. Г. Священко.